# Carlos Alberto dos Santos
Carlos Alberto dos Santos (ur. 2 października 1955 w Tobias Barreto) – brazylijski duchowny rzymskokatolicki,  w latach 2017-2024 biskup Itabuna.

## Życiorys
Święcenia kapłańskie otrzymał 17 kwietnia 1982 i został inkardynowany do archidiecezji Aracajú. Pracował przede wszystkim w duszpasterstwie parafialnym, był także m.in. asystentem ruchu charyzmatycznego i rektorem archidiecezjalnych seminariów.
15 czerwca 2005 papież Benedykt XVI mianował go biskupem Teixeira de Freitas-Caravelas. Sakry biskupiej udzielił mu 26 lipca 2005 abp José Palmeira Lessa.
1 lutego 2017 został mianowany biskupem diecezji Itabuna. 30 października 2024 papież Franciszek przyjął jego rezygnację z urzędu biskupa Itabuna. 